# 參 (衛滿朝鮮)
參（?—前99年），是衛滿朝鮮官員，為朝鮮「尼谿」地方的長官“相”。
元封三年（前108年），漢武帝發兵滅朝鮮，兵臨王險城、朝鮮相路人、相韓陰、將軍王唊投降漢朝。元封三年（前108年）夏，參使人殺朝鮮王衛右渠投降。參被封為澅清侯，其封地澅清在齊郡，瀕臨澅水。